# Dora Kallmus
Dora Philippine Kallmus, também conhecida como Madame D'Ora, (20 de março de 1881 – 28 de outubro de 1963) foi uma fotógrafa austríaca de moda e retratos.

## Biografia
Dora Philippine Kallmus nasceu em Viena, 1881. Em 1905, ela foi a primeira mulher a ser admitida em cursos teóricos no Graphische Lehr- und Versuchsanstalt (Instituto de Treinamento Gráfico). No mesmo ano, tornou-se membro da Associação de Fotógrafos Austríacos.

## Carreira
Em 1907, ela criou seu próprio estúdio, com Arthur Benda, em Viena, chamado Atelier d'Ora ou Madame D'Ora-Benda. O nome foi baseado no pseudônimo "Madame d'Ora", o qual ela usava profissionalmente. D'ora e Benda operaram um estúdio de verão entre 1921 e 1926 em Karlsbad, Alemanha, e abriram outra galeria em Paris em 1925. Ela foi representada pela Agência Fotográfica Schostal (Agentur Schostal) e foi sua intervenção que salvou o proprietário da agência após sua prisão pelos nazistas, permitindo que ele fugisse de Paris para Viena.
Kallmus fotografou vários artistas famosos, incluindo Josephine Baker, Coco Chanel, Tamara de Lempicka, Alban Berg, Maurice Chevalier, Colette, entre outros dançarinos, atores, pintores e escritores.

## Vida pessoal
Em 1919, d’Ora se converteu do Judaísmo para o catolicismo. Ela morreu no dia 28 de outubro de 1963.

## Exposições
- 2012/13: Vienna's Shooting Girls – Jüdische Fotografinnen aus Wien, Museu Judaico de Viena, Áustria[6]
- 2018: Madame d'Ora. Machen Sie mich schön!, Museu Leopold, Viena, Áustria [7]
- 2019/20: Der Große Bruch: d'Oras Spätwerk, GrazMuseum, Graz, Áustria [8]